# Till varje pris
För andra betydelser, se Till varje pris (olika betydelser).
Till varje pris (originaltitel: To Die For) är en amerikansk film från 1995 i regi av Gus Van Sant. Filmen är en thriller och svart komedi, som bygger på en roman av Joyce Maynard. Romanen i sin tur är inspirerad av ett verkligt fall.
Filmen är delvis inspelad som en låtsasdokumentär där huvudpersonen och de andra pratar rakt in i kameran. Filmen hade premiär i USA den 6 oktober 1995 och svensk premiär 12 januari 1996. Nicole Kidman vann flera priser för sin insats, bland annat Golden Globe 1996.

## Handling
Suzanne (Nicole Kidman) gifter sig med Larry (Matt Dillon), son till en maffiaboss, för pengarnas skull. Hon är besatt av att bli TV-stjärna. Men när Larry börjar tjata om att hon ska vara hemma mer och att de ska skaffa barn ser hon honom som en belastning.

## Rollista i urval
- Nicole Kidman - Suzanne Stone Maretto
- Matt Dillon - Larry Maretto
- Joaquin Phoenix - Jimmy Emmett
- Allison Folland - Lydia Mertz
- Casey Affleck - Russell Hines
- Illeana Douglas - Janice Maretto, Larrys syster
- Dan Hedaya - Joe Maretto, maffiaboss, Larrys far
- Maria Tucci - Angela Maretto, Larrys mor
- Wayne Knight - Ed Grant
- Kurtwood Smith - Earl Stone